# Ebersmunster
Ebersmunster je občina v departmaju Bas-Rhin francoske regije Alzacija.
Leta 2010 je v občini živelo 465 oseb oz. 63 oseb/km².